# Ułęż (Lublin)
Ułęż is een dorp in het Poolse woiwodschap Lublin, in het district Rycki. De plaats maakt deel uit van de gemeente Ułęż en telt 677 inwoners.